# Hermann Eckhardt
Hermann Eckhardt (15 de junho de 1916 - 11 de março de 1943) foi um comandante de U-Boot que serviu na Kriegsmarine durante a Segunda Guerra Mundial. Esteve a frente dos submarinos U-28 e U-432 

## Carreira

### História
Foi o comandante do U-boot U-28 subordinado a 24ª Flotilha de Unterseeboot, quando o mesmo foi utilizado como submarino-escola.
Esteve a frente do U-432 durante 26 dias no mar em sua unica patrulha de guerra. Participou de uma intensa batalha naval, aonde pois a pique o contra-torpedeiro HMS Harvester (H-19) (1939-1943) da Royal Navy, e foi afundado pela   corveta FFL Aconit (K 58) (1941-1947) da França Livre.. Hermann Eckhardt desapareceu no Atlântico Norte junto com U-432 . O U-444 que participou do mesmo combate, também foi ao fundo 

### Patentes
| Data             | Patente              |
| ---------------- | -------------------- |
| 3 abril 1936     | Offiziersanwärter    |
| 10 setembro 1936 | Seekadett            |
| 1 maio 1937      | Fähnrich zur See     |
| 1 julho 1938     | Oberfähnrich zur See |
| 1 outubro 1938   | Leutnant zur See     |
| 1 outubro 1940   | Oberleutnant zur See |
| 1 março 1943     | Kapitänleutnant      |

### Condecorações
| Data              | Condecoração                                                |
| ----------------- | ----------------------------------------------------------- |
| 20 fevereiro 1941 | Emblema de Guerra dos U-Boots 1939 (U-Boot-Kriegsabzeichen) |
| 1941              | Cruz de Ferro 2º Classe                                     |